# Monuments to an Elegy
Albums de The Smashing Pumpkins
Oceania
(2012) Shiny and Oh So Bright, Vol. 1 / LP: No Past. No Future. No Sun.
(2018)
Monuments to an Elegy est un album des Smashing Pumpkins sorti en décembre 2014. Il est enregistré à Chicago par Billy Corgan avec l'aide de Jeff Schroeder à la guitare et Tommy Lee (ex Motley Crue) à la batterie.

## Liste des titres
Toutes les chansons sont écrites et composées par Billy Corgan.
| 1.    | Tiberius             | 3:02 |
| 2.    | Being Beige          | 3:39 |
| 3.    | Anaise!              | 3:33 |
| 4.    | One and All (We Are) | 3:44 |
| 5.    | Run2me               | 4:08 |
| 6.    | Drum + Fife          | 3:54 |
| 7.    | Monuments            | 3:30 |
| 8.    | Dorian               | 3:45 |
| 9.    | Anti-Hero            | 3:20 |
| 32:35 |                      |      |